# Acalypha longispica
Acalypha longispica là một loài thực vật có hoa trong họ Đại kích. Loài này được Warb. mô tả khoa học đầu tiên năm 1894.